# Ferran Argila i Pazzaglia
Ferran Argila i Pazzaglia (Barcelona, 26 de desembre de 1920 - Castelldefels, 8 de gener de 2015) fou un futbolista català dels anys 1940 i 1950 i entrenador de futbol durant els anys 1960. Va ser internacional amb la selecció catalana i amb la selecció espanyola. Era l'avi del jugador d'handbol Viran Morros.

## Trajectòria
Durant la seva joventut compaginà la pràctica del futbol amb la del basquetbol. En el món del bàsquet jugà a principis dels anys 40 a l'Atlètic Sant Gervasi i al FC Barcelona. Pel que fa al futbol començà jugant al FC Barcelona Amateur i al primer equip del FC Barcelona entre els anys 1941 i 1943. Jugava a la posició de porter, i durant aquests anys coincidí a la porteria del club amb dos grans porters com Joan Josep Nogués i Lluís Miró, raó per la qual disputà pocs partits al primer equip, veient-se obligat a abandonar el club en la recerca de més minuts. El 1943 ingressà al Reial Oviedo, club on visqué els seus millors anys. Hi jugà durant més d'una dècada, amb una breu interrupció la temporada 1951-1952 en que defensà els colors de l'Atlètic de Madrid.
Fou un cop internacional amb la selecció espanyola el 6 de gener de 1954 en la victòria per 4-1 enfront Turquia. També disputà un partit amb la selecció de Catalunya el 15 de març de 1942 amb victòria davant Castella per 4 a 3.
Com a entrenador començà dirigint el Reial Oviedo, club on assolí un ascens a Primera. Posteriorment es feu càrrec del Granada CF, Racing de Santander, RCD Espanyol (durant la temporada 1965-1966), l'Sporting de Lisboa i el Córdoba CF.

## Palmarès
FC Barcelona
- Copa d'Espanya: 1
  - 1941-42